# Fed Cup de 2000
A Fed Cup de 2000 foi a 38ª edição do mais importante torneio entre países do tênis feminino.

## Grupo Mundial

### Fase de grupos
Doze times, divididos em três grupos, disputaram três vagas para a próxima fase. Espanha, República Tcheca e Bélgica foram os primeiros colocados, vencendo seus três jogos.

### Fase eliminatória
Quatro equipes disputaram o título em duas rodadas eliminatórias. Os Estados Unidos, como campeão da edição passada, se juntou aos três melhores da fase de grupos. A equipe conseguiu defender o título.
|  | Semifinais 21 e 22 de novembro | Semifinais 21 e 22 de novembro | Semifinais 21 e 22 de novembro |         |                | Final 24 e 25 de novembro | Final 24 e 25 de novembro | Final 24 e 25 de novembro |  |
|  |                                |                                |                                |         |                |                           |                           |                           |  |
|  | 1                              | Estados Unidos                 | 2                              |         |                |                           |                           |                           |  |
|  | 1                              | Estados Unidos                 | 2                              |         |                |                           |                           |                           |  |
|  |                                | Bélgica                        | 1                              |         |                |                           |                           |                           |  |
|  |                                | Bélgica                        | 1                              | 1       | Estados Unidos | 5                         |                           |                           |  |
|  |                                |                                |                                | 1       | Estados Unidos | 5                         |                           |                           |  |
|  |                                |                                | 2                              | Espanha | 0              |                           |                           |                           |  |
|  |                                | República Checa                | 2                              | Espanha | 0              | 1                         |                           |                           |  |
|  |                                |                                |                                |         |                | 1                         |                           |                           |  |
|  | 2                              | Espanha                        | 2                              |         |                |                           |                           |                           |  |